# Kilosa
Kilosa – miasto we wschodniej Tanzanii w regionie Morogoro.